# Runenstein von Snoldelev

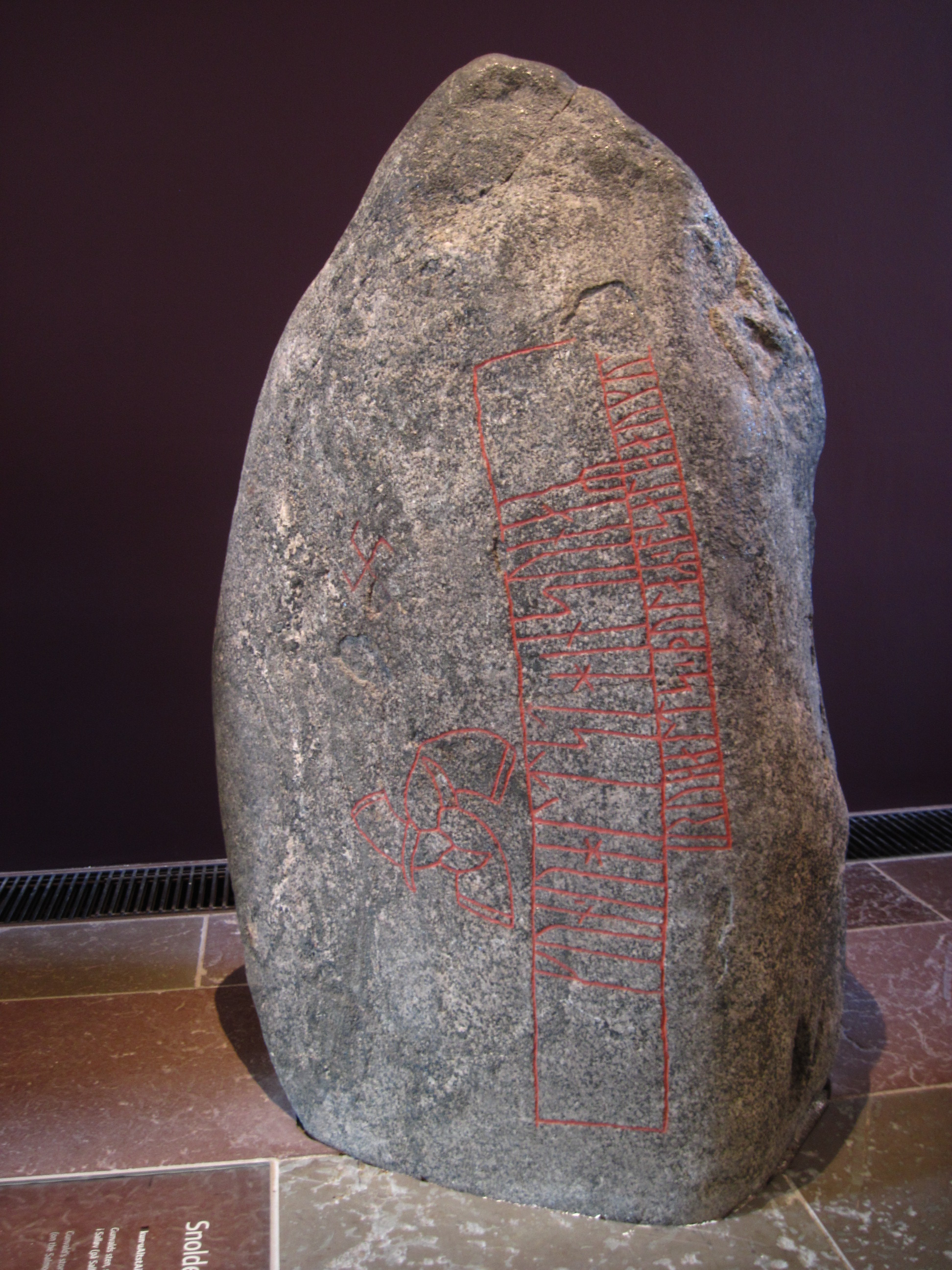
Snoldelevstein im Museum in Kopenhagen

Der Runenstein von Snoldelev ist ein Bildstein, der durch seine in mehreren Phasen erfolgte Bearbeitung die Entwicklung vom Bautastein über den Bild- zum Runenstein nachzeichnet. Die Runeninschrift stammt aus der Wikingerzeit etwa 800–900 n. Chr. Er steht im Nationalmuseum von Kopenhagen.

Die Horn-Triskele

Snoldelev gehört zur Gemeinde Ramsø und liegt südlich von Roskilde auf Seeland in Dänemark.
Der Stein ist als Denkmal erheblich älter als die Wikingerepoche. Wahrscheinlich wurde er bereits in der jüngeren Eisenzeit (etwa 0–500 n. Chr.) aufgestellt. Zu unterst ist ein Radkreuz zu sehen, ein Zeichen, das auch auf dem Rösten zu finden ist. Eine linksläufige Swastika ist in wenig qualitätvoller Ausführung eingeschlagen worden.
Darunter ist in einer späteren Phase eine äußerst akkurat gearbeitete Triskele, hier drei ineinander verschlungene Trinkhörner, dargestellt, die gleichzeitig mit der Runeninschrift im jüngeren Futhark entstanden zu sein scheint. Sie lautet:
„Gunvaldr, den Sohn Hróalds, des þulr (þular) á Salhaugar“.
Der þulr hatte eine kultisch-rituellen Rang inne und bezeichnete einen Kultredner. „Salhaugar“ ist möglicherweise ein Grabhügel, auf dem sich der Thron Hróalds befand, der þular-stóll, von dem aus der þulr seine Reden hielt.